# Андреев, Валерий Николаевич (серийный убийца)
Вале́рий Никола́евич Андре́ев (род. 10 апреля 1957, Шалкарский, Светлинский район, Оренбургская область, РСФСР, СССР) — предполагаемый российский серийный убийца и насильник, известный как «Орский маньяк». Возможно, причастен к похищениям, изнасилованиям и убийствам женщин на территории Оренбургской области в период с 2006 по 2012 год. Подозревается в совершении не менее 8 убийств женщин, в связи с чем объявлен в розыск. По непроверенным данным, распространяемым в СМИ, может быть причастен к исчезновению нескольких десятков женщин. По состоянию на 2025 год входит в список наиболее опасных преступников, разыскиваемых МВД России.

## Биография

### Работа и семья
Родился 10 апреля 1957 года в посёлке Шалкарский Светлинского района Оренбургской области. После окончания школы освоил профессию водителя и много лет работал дальнобойщиком. Он вёл законопослушный образ жизни, не злоупотреблял алкогольными и наркотическими веществами и не привлекался к уголовной ответственности. Был женат, имел двоих сыновей. Несмотря на то, что большинство из его друзей, родственников и знакомых отзывалось о нём крайне положительно, в то же время ряд его коллег и сослуживцев заявлял о том, что с середины 2000-х годов Андреев испытывал проблемы с коммуникабельностью и пребывал в состоянии психологического дискомфорта, по причине чего ограничил общение с коллегами и предпочитал во время дальних рейсов работать без напарника вне караванов.

### Разоблачение
Валерий Андреев попал под подозрение в совершении преступлений в конце июня 2012 года после исчезновения 18-летней Ольги Журавлёвой. Свидетели исчезновения девушки заявили полиции, что Журавлёва перед исчезновением села в белый южнокорейский внедорожник марки «SsangYong». Движение и перемещение автомобиля было зафиксировано камерами видеонаблюдения, после чего он был обнаружен на территории города Орска. В ходе расследования и проверки было установлено, что автомобилей, подходящих под описание, в городе зарегистрировано всего два, владельцем одного из которых оказался Андреев. С помощью сотовых операторов полицией было установлено, что Андреев и Журавлёва незадолго до её исчезновения находились в одном и том же месте, в связи с чем в начале июля того же года Валерий Андреев был задержан и подвергнут допросу. Из-за отсутствия оснований для ареста его позже вынуждены были отпустить. Его автомобиль, гараж и служебный грузовой автомобиль были подвергнуты обыску, в ходе которого были найдены биологические следы и несколько замытых пятен крови. Ряд его коллег-водителей в ходе опроса сотрудниками правоохранительных органов заявил о том, что в течение нескольких лет подозревали Андреева в пользовании услугами проституток, так как в его автомобиле неоднократно были замечены средства контрацепции, ювелирные украшения, женское нижнее бельё, заколки и ряд других аксессуаров для волос и одежды, используемых женщинами. Благодаря этим свидетельствам Андреева вскоре снова вызвали на допрос, но он не явился. 6 июля 2012 года он в последний раз вышел на связь с женой, после чего скрылся и был объявлен в розыск.

### Розыск
В ходе расследования выяснилось, что маршруты дальних рейсов Андреева пролегали по автодорогам «Оренбург — Челябинск» и «Самара — Оренбург». Большинство из пропавших женщин пропали без вести на территории лесополос вдоль этих автодорог и были жительницами Орска, посёлков Новосергиевки, Каменноозёрного, Тасбулака, Можаровки, которые были расположены в черте лесополос этих автодорог. Так как по роду профессиональной деятельности Валерий Андреев неоднократно посещал такие города, как Самара, Челябинск, Оренбург, Нижний Новгород, то вскоре после его исчезновения розыскные мероприятия по его поимке были также развёрнуты в этих городах, однако результата это не принесло. Останки последней его предполагаемой жертвы Ольги Журавлёвой были найдены 10 сентября 2013 года в районе посёлка Джанаталап в лесополосе недалеко от автодороги «Орск — Челябинск».
В последующие годы в полицию поступали десятки звонков и сообщений об обнаружении преступника в разных частях страны и даже на территории Казахстана. Вследствие этого розыскные мероприятия были развёрнуты на территории республик Карелия, Мордовия, Удмуртия, на территории Сибирского федерального округа и Калининградской области, но эти действия оказались безрезультатными.
28 октября 2019 года был опознан в дачном посёлке Торковичи Лужского района Ленинградской области местной жительницей Татьяной Ивановой. Иванова обращалась по этому факту в правоохранительные органы Ленинградской области и Петербурга и Оренбурга, однако никаких значимых действий сотрудниками МВД и СК предпринято не было. О нахождении Андреева в Петербурге или Ленинградской области сообщали многие другие жители данных регионов.
В конце 2019 года после семи лет поисков розыском Андреева занялся Интерпол. К Международному дню борьбы за ликвидацию насилия в отношении женщин Интерпол подготовил список из восьми международных беглецов, разыскиваемых за предполагаемые преступления против женщин, включая убийство. Валерий Андреев возглавил список разыскиваемых преступников.
В марте 2021 года свидетельница опознала Андреева в Одинцове под Москвой.

На момент 2025 года находится в розыске. За информацию, способствующую задержанию преступника, губернатором Оренбургской области гарантирована денежная премия в размере 500 тыс. рублей, МВД России — в размере 1 млн рублей. Ориентировка: 
рост 173 см, возраст 61 год, лицо овальное, нос прямой, волосы прямые, короткие, цвет волос тёмный с проседью, губы тонкие, подбородок прямой, ушные раковины прилегающие. На верхней челюсти спереди слева и справа с 1 по 4 зубы имели коронку жёлтого металла, на нижней челюсти слева и справа с 5 по 7 зубы имели коронку из жёлтого металла. На животе имеется шрам после операции (удаление язвы)

## В массовой культуре
- Документальный фильм «Попутчик» из цикла «Их разыскивает полиция» (2013)
- Выпуск «Девушки-призраки» телепередачи «Пусть говорят» (2013)
- Экстрасенсы ведут расследование (2013)
- Документальный фильм «Пункт назначения» из цикла «По следу монстра» (2020)[14]